# Bellaing
Bellaing település Franciaországban, Nord megyében. Lakosainak száma 1315 fő (2022. január 1.). Bellaing Aubry-du-Hainaut, Wallers, Haveluy, Hérin és Oisy községekkel határos.

## Népesség
A település népességének változása:
| Lakosok száma | 1168 | 1212 | 1236 | 1239 | 1252 | 1261 | 1263 | 1329 | 1315 |
|               | 2013 | 2015 | 2016 | 2017 | 2018 | 2019 | 2020 | 2021 | 2022 |